# Samba Diakité
Samba Diakité (Montfermeil, 24 de janeiro de 1989) é um futebolista profissional malinês que atua como meia.

## Carreira
Samba Diakité representou o elenco da Seleção Malinesa de Futebol no Campeonato Africano das Nações de 2013.

## Títulos
Mali
- Campeonato Africano das Nações: 2013 - 2º Lugar